# Czepiga długosterna
Czepiga długosterna (Urocolius macrourus) – gatunek średniej wielkości ptaka z rodziny czepig (Coliidae). Zasiedla Afrykę na południe od Sahary oraz jej wschodnią część. Nie jest zagrożony.
Znaczenie nazwy naukowej
Nazwa rodzajowa Urocolius pochodzi od greckiego słowa oura (ogon) oraz od nazwy rodzaju Colius, co z kolei pochodzi od greckiego słowa kolios, oznaczającego kawkę. Nazwa gatunkowa macrourus oznacza długi ogon.
Podgatunki i zasięg występowania
Wyróżnia się następujące podgatunki:
- U. m. macrourus (Linnaeus, 1766) – Mauretania, Senegal i Gambia do wschodniej Etiopii; obejmuje też populację wyróżnianą niekiedy jako osobny podgatunek syntactus
- U. m. laeneni (Niethammer, 1955) – Aïr (Niger)
- U. m. abyssinicus Schifter, 1975 – centralna i południowa Etiopia do północno-zachodniej Somalii
- U. m. pulcher (Neumann, 1900) – południowo-wschodni Sudan i południowa Somalia przez Kenię do północno-wschodniej Ugandy i północnej Tanzanii
- U. m. griseogularis van Someren, 1919 – południowy Sudan poprzez wschodnią DR Konga do zachodniej Tanzanii
- U. m. massaicus Schifter, 1975 – centralna i wschodnia Tanzania

Habitat
Świetliste lasy terenów półpustynnych, zarośla kolczastych krzewów, zadrzewienia na sawannie, niekiedy ogrody.
Morfologia
Długość ciała wynosi 33–36 cm, zaś masa ciała 35–60 gramów. Dziób czerwony z czarnym zakończeniem. Między dziobem i okiem oraz dookoła niego naga, czerwona skóra. Upierzenie w większości płowe do szarawego. Na karku pióra niebiesko opalizują; cecha ta nie występuje u osobników młodych. Na głowie ruchomy czub. Skrzydła niezależnie od odcienia ubarwienia ptaka ciemniejsze od ciała, lotki brązowe. Ogon szarobrązowy z niebieskawym połyskiem. Nogi czerwonawe.
Lęgi
Nie ma określonego sezonu lęgowego. Gniazdo umieszczone na drzewie lub krzewie stanowi płytka czarka z gałązek wyściełana trawą. W lęgu 2–3 jaja. Inkubacja trwa 11 dni. W przeciągu dalszych 10 dni pisklęta opuszczają gniazdo, by być karmione poza nim, co jest charakterystyczną cechą czepig.
Status
Międzynarodowa Unia Ochrony Przyrody (IUCN) uznaje czepigę długosterną za gatunek najmniejszej troski (LC – Least Concern) nieprzerwanie od 1988 roku. Liczebność populacji nie została oszacowana, ale ptak ten opisywany jest jako szeroko rozpowszechniony i pospolity. BirdLife International uznaje trend liczebności populacji za prawdopodobnie spadkowy.